# Marco Riemer
Marco Riemer (* 24. Februar 1988 in Apolda) ist ein deutscher Fußballspieler. 

## Karriere
Riemer begann seine Karriere in seiner Heimatstadt Apolda beim VfB Apolda, bevor er 2001 zum FC Carl Zeiss Jena wechselte. In der Saison 2005/06 trainierte er unter Trainer Heiko Weber erstmals in der 1. Mannschaft des FC Carl Zeiss Jena, kam aber zu keinem Pflichtspieleinsatz. Zu Beginn der Saison 2007/08 wurde er vom damaligen Trainer Henning Bürger in die 1. Mannschaft zurück berufen. Seine Premiere für die 1. Mannschaft des FC Carl Zeiss Jena erlebte er in der Verlängerung des Achtelfinalspiels des DFB-Pokals gegen Arminia Bielefeld im Januar 2008. Sein Profidebüt gab er am 25. Spieltag der Zweitligasaison 2007/08, als er beim 1:0-Erfolg gegen die SpVgg Greuther Fürth zur Halbzeit eingewechselt wurde. Am 20. Mai 2011 gab der FC Carl Zeiss Jena bekannt, dass der auslaufende Vertrag mit Riemer nicht verlängert werde. Daraufhin schloss sich Riemer dem Drittligaaufsteiger Preußen Münster an, wo er einen Einjahresvertrag unterschrieb. Nachdem sein Vertrag beim SC Preußen Münster im Sommer 2012 ausgelaufen war, hielt er sich bei seinem ehemaligen Verein FC Carl Zeiss Jena fit, die ihn am 10. August 2012 verpflichteten. Riemer unterschrieb einen Vertrag für die Regionalliga Nordost bis zum 30. Juni 2013, nachdem Auslaufen verließ er den Verein. Im Oktober 2014 feierte Riemer nach viermonatiger Abstinenz ein kurzes Comeback beim FC Carl Zeiss Jena, bevor er am 18. Juni 2015 sein Karriereende als aktiver Fußballer aufgrund von Sportinvalidität bekannt gab. Nur zwei Monate später teilte der FC Einheit Rudolstadt jedoch mit, dass Riemer ab sofort ihre Oberligamannschaft verstärke.